# Camboulazet
Camboulazet é uma comuna francesa na região administrativa de Occitânia, no departamento de Aveyron. Estende-se por uma área de 13,78 km². Em 2010 a comuna tinha 402 habitantes (densidade: 29,2 hab./km²).